# Пунане Кунда
«Пу́нане Ку́нда» (эст. Tsemenditehas „Punane Kunda”) — цементный завод, основанный в 1870 году и пущенный в 1871 году в городе Кунда Эстляндской губернии Российской империи на берегу реки Кунда. В советское время второе по численности работников предприятие в промышленности строительных материалов Эстонии. После распада СССР на материально-технической базе завода было создано основанное на иностранном капитале предприятие AS Kunda Nordic Tsement, в 2023 году переименованное в Heidelberg Materials Kunda AS.

## История завода

### В Российской империи
Патент на изобретение цемента был выдан в Англии в 1824 году, и производство цемента началось в середине 19-го столетия. Силами Российской империи первый цементный завод был построен в Польше в 1856 году, второй — в Риге в 1866 году. В 1869 году владелец мызы Кунда Иоганн Жирар де Сукантон решил при помощи химика Виктора Лиевена (Viktor Джон Lieven) создать третий российский цементный завод в Кунда. Всего с 1869 года в Кунда было построено четыре производственных комплекса, из них цемент производит в настоящее время только последний.
Первоначально завод состоял из 17-ти так называемых бутылочных печей и клинкерной мельницы; производилось 9 000 тонн цемента. В последующие десять лет производство цемента выросло до 19 000 тонн.
В 1879 году была проведена телефонная связь между заводом, морским портом и мызой.
В 1883 году на заводе трудилось 336 рабочих. В  1885–1886 годах были построены бондарная фабрика и лесопильня.
Сырьём для производства цемента служили местная гажа и синяя глина.
В 1892—1895 годах предприятие было реконструировано: построен второй производственный комплекс с усовершенствованными шахтными печами и 45-метровым осушительным каналом. Новое оборудование для завода было разработано машиностроительным заводом Ф. Смита (F. L. Smidth) в Дании. Были запущены шахтные печи с постоянным рабочим циклом (т.н. R-печи).
Цемент стали вырабатывать из смеси молотого известняка и глины.
К 1897 году производство цемента выросло до 51 000 тонн; численность рабочих в летнее время достигала 700 человек.
В 1893 году была запущена гидроэлектростанция с турбиной мощностью 260 лошадиных сил. Три года спустя для доставки известняка из карьера и транспортировки цемента была проложена ширококолейная железная дорога Кунда—Раквере.
С 1912 года завод стал принадлежать акционерному обществу «Порт Кунда» (AS Port Kunda). К этому времени был построен третий производственный комплекс, оборудованный двумя современными вращающимися печами высотой 45 метров. Топливом служил каменный уголь. В то же время второй производственный комплекс постепенно завершил свою работу.
В 1913 году на заводе было занято свыше одной тысячи рабочих; производство цемента составило 102 000 тонн.
Во время Первой мировой войны завод работал с переменным успехом, зависевшим от падений и взлётов европейской экономики. 

### ВПервой Эстонской Республике
В начале 1920-х годов большим техническим новшеством на заводе стал полный переход на  местный вид топлива — сланец. В 1922 году машиностроительная фирма Фредерика Смита взяла цементный завод под свой контроль. Начиная с 1938 года выпуск продукции стал снова расти и превысил 78 000 тонн в год. На цементном производстве был занят 571 рабочий и на добыче сланца в Убья — 344. В 1939 году производство цемента составило 77 300 тонн. До 1940 года завод принадлежал АО «Порт Кунда».

### ВСоветской Эстонии
В 1940 году завод был национализирован. С 1941 года он стал называться «Пунане Кунда» (с эст. Красный Кунда).
Во время Второй мировой войны завод работал на треть своей мощности.
В 1957 году было начато строительство нового завода, с 1960 года оно стало ударной комсомольской стройкой. Оборудование для завода поставляла восточно-германская фирма „VEB Zementanlagenbau Dessau“. В 1961 году были введены в действие две первые новые вращающиеся печи, в 1962 году — шиферный цех; в 1963 году стала давать продукцию третья новая вращающаяся печь, в 1974 году — четвёртая. Третий производственный комплекс был полностью остановлен в 1965 году.
В 1963 году на производстве было занято 1700 рабочих, включая тех, кто работал в карьерах, на третьем производственном комплексе и на производстве этернита.
В 1976 году завод произвёл 1 195 700 тонн цемента и 64,3 миллиона условных плиток шифера; численность работников на начало года составила 1 389 человек.
В 1966 году передовой машинист вращающихся печей завода «Пунане Кунда» Хельмут Кууск был удостоен звания Героя Социалистического Труда. В 1971 году предприятие награждено орденом «Знак Почёта».
Директором завода с 1975 года был Юрий Дмитриевич Ивченко.
В середине 1980-х годов стало ясно, что цементный завод необходимо капитально обновить. Постановлением Совета Министров СССР от 24 сентября 1987 года была предусмотрена реконструкция завода в 1991–1995 годах. Стали готовить переход на газовое топливо. Однако эти решения остались не претворёнными в жизнь в связи с распадом Советского Союза.

### Послевыхода Эстонии из состава СССР
В результате длительных переговоров по теме сохранения цементного производства в июне 1992 года было зарегистрировано акционерное общество «Кунда Нордик Цемент» (AS Kunda Nordic Tsement), основанное на иностранном капитале и считающее себя преемником завода «Пунане Кунда». Предприятие входит в концерн «HeidelbergCement Group».
- Kunda Nordic Tsement
- Цементный завод в 2015 году
- Известняковый карьер Ару-Лыуна
- Шламбассейн
- Продукция завода

75 % акций предприятия принадлежит шведской фирме Heidelberg Cement Sweden AB и 25 % — голландской фирме CRH Europe Holding BV. Акционерный капитал составляет 24 миллиона евро.
Основным видом деятельности предприятия является производство клинкера и различных видов цемента, а также щебня. В качестве топлива используется местный  сланец.
Торговый оборот в 2016 году составил 39 045 000 евро. По состоянию на 31 декабря 2017 года на заводе работали 189 человек.
В 2018 году оборот предприятия составил 48 635 000 евро. По состоянию на 30 сентября 2019 года на заводе работали 175 человек, на 31 марта 2020 года — 169.

## Кинохроника
На киностудии «Таллинфильм» были сняты документальные фильмы о заводе «Пунане Кунда»:
- 1952 — „Tehases Punane Kunda” / «На заводе Пунане Кунда», режиссёр Семён Школьников (Semjon Školnikov)
- 1960 — „Tööstusreportaaž. Tsemenditehas Punane Kunda, Viivikonna karjäär, Balti Soojuselektrijaam” / «Промышленный репортаж. Цементный завод Пунане Кунда, карьер Вийвиконна, Балтийская Теплоэлектростанция», режиссёр Владимир Парвель (Vladimir Parvel)
- 1960 — „Punane Kunda - üleliiduline komsomoli löökehitus”  / «Пунане Кунда — ударная комсомольская стройка», режиссёр Валерия Андерсон (Valeria Anderson)
- 1961 — „NLKP 22. kongressi eel. Tsemenditehases Punane Kunda” / «В преддверии 22-го съезда КПСС. Цементный завод Пунане Кунда», режиссёр Вельо Кяспер (Veljo Käsper)
- 1963 — „Tsemenditehase Punane Kunda masinist Helmut Kuusk” / «Машинист цементного завода Пунане Кунда Хельмут Кууск», режиссёр Александр Мандрыкин (Aleksandr Mandrõkin)
- 1971 — „Tsemenditehas Punane Kunda 100-aastane” / «100 лет цементному заводу Пунане Кунда», режиссёр Реэт Касесалу (Reet Kasesalu)
- 1974 — „Tsemenditehases Punane Kunda” / «На цементном заводе Пунане Кунда», режиссёр Валерия Андерсон (Valeria Anderson)
- 1975 — „Tsemenditehases Punane Kunda” / «На цементном заводе Пунане Кунда», режиссёр Валерия Андерсон (Valeria Anderson)
- 1983 — „Tsemenditehase Punane Kunda uus pakkimisliin” / «Новая упаковочная линия цементного завода Пунане Кунда», режиссёр Реэт Касесалу (Reet Kasesalu)

## Памятники архитектуры, связанные с заводом
Десять объектов бывшего завода «Пунане Кунда» внесены в Эстонский Государственный регистр памятников культуры:
- жилой дом служащих цементного завода, состояние при инспектировании 24.08.2010 плохое[14];
- жилой дом директора цементного завода, состояние при инспектировании 24.08.2010 удовлетворительное[15];
- контора цементного завода, состояние при инспектировании 7.06.2014 удовлетворительное[16];
- здание бондарной фабрики, состояние при инспектировании 24.08.2010 удовлетворительное[17];
- здание клинкерной мельницы, состояние при инспектировании 17.05.2018 плохое[18];
- дымоход Dietz-печи № 1, состояние при инспектировании 8.03.2018 плохое[19];
- дымоход Dietz-печи № 2, состояние при инспектировании 8.03.2018 плохое[20]
- бутылочная печь и основания бутылочных печей, состояние при инспектировании 8.03.2018 плохое[21];
- основание дымохода, состояние при инспектировании 2.10.2018 удовлетворительное[22];
- здание гидроэлектростанции, плотина и турбина с передаточным механизмом, состояние при инспектировании 19.08.2019 удовлетворительное[23].

- Клинкерная мельница
- Бутылочная печь
- Гидроэлектростанция
- Дымоход Dietz-печи
- Заводская контора